# Ramaz Czchikwadze
Ramaz Grigorjewicz Czchikwadze (gruz. რამაზ გრიგოლის ძე ჩხიკვაძე, ros. Рама́з Григо́рьевич Чхиква́дзе, ur. 28 lutego 1928 w Tyflisie, zm. 18 października 2011 w Tbilisi) – gruziński i radziecki aktor teatralny i filmowy, Ludowy Artysta ZSRR (1981).

## Życiorys
W 1951 ukończył Gruziński Instytut Teatralny im. Rustawelego i został artystą Tbiliskiego Państwowego Akademickiego Teatru Dramatycznego im. Rustawelego, gdzie pracował do końca życia. W 1954 debiutował w filmie rolą w produkcji Striekowa. Łącznie zagrał w ponad 60 filmach. Kilkakrotnie grał Stalina, m.in. w filmach Nadwołżańska opowieść (1974), Zwycięstwo (1985) i Sierpień 1944 (2001). W 1972 zagrał Lukę w Korzeniach prawdy, w 1985 tytułową rolę w filmowej adaptacji Ryszarda III, a w 1988 Alego-agę w baśni filmowej Aszik Kerib. Został pochowany na panteonie Didube w Tbilisi.

## Odznaczenia i nagrody
- Medal Sierp i Młot Bohatera Pracy Socjalistycznej (24 marca 1988)
- Order Lenina (24 marca 1988)
- Nagroda Państwowa ZSRR (1979)
- Ludowy Artysta ZSRR (27 listopada 1981)
- Ludowy Artysta Gruzińskiej SRR (1972)

I medale.